# Team Goh
Team Goh – japoński zespół wyścigowy, założony w 1996 roku przez Kazimuchi Goha. W historii startów ekipa pojawiała się w stawce American Le Mans Series, 24-godzinnego wyścigu Le Mans, Le Mans Endurance Series, FIA Sportscar Championship, FIA GT Championship oraz Japan Grand Touring Car Championship.

## Sukcesy zespołu
- 24h Le Mans

2004 (LMP1) - Audi R8 (Seiji Ara, Rinaldo Capello, Tom Kristensen)
- Japan Grand Touring Car Championship

1996 - McLaren F1 GTR (John Nielsen, David Brabham)